# Закон спојених судова
Закон спојених судова гласи:
У спојеним судовима отвореним од горе, висина течности ће бити на истом нивоу, без обзира на облик суда.
Напомена: Спојени судови су судови који су повезани тако да течност може да прелази из једног у други. Дакле, отвор мора бити довољно велики да течност може проћи кроз њега и на довољно ниској висини, барем до нивоа течности у сваком од судова. Да би судови били отворени од горе, довољно је да имају незанемарљив отвор. Ниво течности се мери у хоризонталној равни.
Закон се објашњава тиме да у течности која макроскопски мирује, силе притиска морају бити у равнотежи у сваком делићу течности. Пошто притисак у течности зависи само од висине течности и њене густине, а споља делује једнаки атмосферски притисак, следи да услед једнакости притисака на неком нивоу, и висине стубова течности морају да буду једнаке у сваком делићу течности на тој висини, тј. у сваком суду.
У случају да се у спојеним судовима налазе различите течности са различитим густинама, ниво течности у судовима неће бити једнак.

## Хидростатички притисак
Хидростатички притисак којим течност делује на дно суда не зависи облика суда ни од масе течности у суду, већ само од густине течности, јачине гравитационог поља на месту где се налази течност и висине стуба течности у суду.
Хидростатички притисак је притисак који настаје због тежине течности. То је притисак који врши течност на зидове суда и сва тела потопљена у њу. Он делује у свим правцима о на истој дубини једнак је у свим правцима.

## Хидростатички парадокс
Хидростатички парадокс гласи да у спојеним судовима који имају дно исте површине, али су различитих облика, тако да сила којом 
течност делује на дно суда различита за сваки суд и једнака је тежини течности у сваком од спојених цилиндричних судова, те би притисак течности на дно сваког од судова требало да се разликује. С друге стране, из закона спојених судова, тај притисак је исти.
Хидростатички притисак није суштински, већ само привидни парадокс, јер иако на први поглед делује контрадикторно, лако се може објаснити. Наиме, притисак зависи само од висине вертикалног стуба течности, односно од дубине. Међутим, ради се само о расподели сила, док суд као целина неће показивати већу тежину од оне колико износи тежина течности у суду. Због различитих облика судова, та разлика ће се испољити у различитим притисцима на бочне ивице суда. Услед тога ће притисак на дно суда бити исти у судовима различитих облика, само ако је вертикална висина од дна до површине течности иста у свим судовима.

## Примена

### Водовод
На принципу спојених судова ради и јавни водовод. На местима које се налазе на вишој надморској висини, притисак је нижи и обрнуто.

### Грађевинарство
У грађевинарству је нарочито познат и примењиван вагрес, односно провидно црево напуњено течношћу уз помоћ којег се утврђују тачке за градњу правилних хоризонталних површина, као и проверу хоризонталности постојећих.

## Питагорина посуда
Питагорина посуда је интересантан пример примене хидростатичког притиска, која је добила име по свом творцу, чувеном Питагори са Самоса још крајем шестог, а почетком петог века пре нове ере.
Питагорина посуда је посуда за вино. Њена разлика у односу на тадашњу обичну посуду за вино је била избочина у средини, која је била контролер за висину усуте течности. Када би ниво течности прекрио избочину у средини посуде, течност би почела да цури кроз рупу на дну посуде.